# دتش ماريون
دتش ماريون (بالإنجليزية: Dutch Marion)‏ هو لاعب كرة قدم أمريكية أمريكي، ولد في 18 يونيو 1902 في شيكاغو في الولايات المتحدة، وتوفي في 1 يونيو 1985 في ديربورن في الولايات المتحدة.

## وصلات خارجية
- دتش ماريون على موقع مرجع كرة القدم المحترفة.كوم (الإنجليزية)